# Afántou
Afántou är en ort i Grekland.   Den ligger i prefekturen Nomós Dodekanísou och regionen Sydegeiska öarna, i den sydöstra delen av landet, 400 km öster om huvudstaden Aten. Afántou ligger 28 meter över havet och antalet invånare är 5 562.
Terrängen runt Afántou är huvudsakligen kuperad, men åt nordost är den platt. Havet är nära Afántou åt sydost.  Närmaste större samhälle är Rhodos, 17,2 km norr om Afántou. 